# 高屏大湖工程計畫
高屏大湖又稱為吉祥人工湖、吉洋人工湖，為一座正在規畫於高雄市美濃區的人工湖，兼具防洪及蓄水功能。高雄都會區因為沒有大型水庫，且秋冬季節幾乎無雨，所以每逢春夏之際便容易有缺水的問題。中華民國經濟部遂提出此計畫，希望改善高屏地區的供水穩定度。此計畫作為美濃水庫的替代方案，同樣遇到來自地方民眾的抗爭，也因為開發此人工湖可能會引起若干環保、安全疑慮及政府徵收廣大毛豆農地的爭議，目前仍在規劃階段，沒有實際進展。

## 計畫緣起
1. 台灣地區因地形山高流短，水資源極易流失入海，必須有足夠之蓄水空間以蓄豐濟枯，方能提高穩定供水量。
2. 充分運用荖濃溪豐水期的充沛水量，引入人工湖減緩未來高屏地區缺水危機。
3. 由於傳統高山水庫之優良壩址已難再開發，且對環境、生態影響較大，故水資源開發策略以人工湖對高屏地區最為有利。
4. 人工湖除有供水、防洪外，並提供砂石料源穩定砂石價格預防砂石盜挖及補注地下水之功能。
5. 人工湖遼闊水域之優質景觀尚可提供觀光、遊憩資源，達到營造水與綠的環境。[4]

## 計畫目標
- 為因應高高屏地區中長程用水需求，本計畫擬利用荖濃溪豐水期餘水引入人工湖調蓄，以增加高高屏地區水量供 應，所挖取之土方並可提供砂石料源，以為高屏溪砂石禁採之因應策略之一。
- 人工湖除達成水利基礎建設之目標外，配合周邊土地開發將兼具觀光遊憩及保育等功能，完成後更會帶動周邊相關休閒觀光遊憩產業之發展，提供當地人口就業機會，達成水利、景觀、生態之兼容並顧及中央與地方政府雙贏之目標。

## 工程內容

### 人工湖工程
本計畫係將現有農場開挖成湖，四周並圍以土堤，佈置為A、B、C、D、E等五個湖區。
位置:荖濃溪與旗山溪匯流處之台糖公司手巾寮及土庫農場 
湖區用地面積 700公頃 ；滿水面積 590公頃 
A湖區滿水高程 38 公尺 
B湖區滿水高程 41 公尺 
C湖區滿水高程 37 公尺 
D湖區滿水高程 42 公尺 
E湖區滿水高程 36 公尺 
開挖深度 地面下12公尺-(有效深度10公尺) ；總容量約6500萬噸；有效蓄水量約5500萬噸；計畫供水量每日約34萬噸。

### 附屬周邊工程
設置環湖綠化土提1座及砂石運輸便道工程整建及改善1座。 

### 攔河堰工程
本計畫係優先保留荖濃溪環保基流量及水權量後攔引豐水期餘水進入人工湖調蓄。 
位於荖濃溪高美大橋上游約2.5公里處 

#### 魚道
除溢流堰做為全斷面式魚道外，另於溢流堰最低處相鄰增設一道魚道。

### 引水路工程
本計畫之引水路工程分為北段及南段兩個區位，總長度13.8公里。 

#### 北段引水路
攔河堰進水口至大龜山駁坎處。

#### 主結構物
混凝土梯形明渠；明渠：6公尺(底寬)×3公尺(高) 
進水口閘門 4.0公尺(寬)×2.5公尺(高) ×2門；長度 2.2公里；取水量 31.4(立方公尺/秒) 

#### 南段引水路
由大龜山至湖區。
主結構物：圓形暗管 
內徑 3公尺 
長度 11.6公里 

#### 輸水路工程
本計畫湖區之蓄水將利用原水輸水管線及加壓站輸送至南化水庫與高屏溪攔河堰聯通管。
原水輸水管線長度 5500 公尺管徑 2.6 公尺。

#### 加壓站
- 抽水機 8部
- 抽水量 約每日10萬立方公尺

### 相關配合計畫
- 人工湖周邊土地開發案
- 里港砂石車專用道

## 計畫效益

### 直接效益
- 提供高屏地區民生及產業用水每日約34萬噸。
- 提供砂石料源約6,500萬立方公尺。

### 間接效益
- 提供700公頃人工湖之優良景觀。
- 周邊台糖約250公頃土地開發，可配合湖景多目標開發利用。
- 完成里港地區銜接至國道10號之里港砂石車專用道。
- 提供陸砂減少河砂挖取，促進河川復育及涵養補注地下水，保護國土及水資源。

## 目前辦理情形
中華民國環保署於2013年3月13日召開之第231次環境影響評估審查委員會審查決議高屏大湖計畫退回經濟部，請就土地利用、水資源調度管理、多元替代方案、開發必要性等，與地方、機關及民眾溝通後再提環評差異分析報告送審；本計畫目前依上述決議辦理高屏大湖計畫通盤檢討，參酌外界及環差審查期間委員所提出意見，重新審視計畫內容，並以計畫推動之必要性、正當性、合理性及公益性，作為未來計畫內容修正之原則，期望可減低外界對計畫的疑慮，降低計畫推動的阻力。

## 來源
1. ↑  潘子祁, 上下游記者. . 上下游News&Market. 2015-05-14  [2018-04-19]. （原始内容存档于2018-06-19） （中文）.
2. ↑  採訪/撰稿 李慧宜；攝影/剪輯 葉鎮中. . 我們的島. 2010-01-01  [2018-04-19]. （原始内容存档于2021-01-20） （中文）.
3. ↑  鄒敏惠. . 台灣環境資訊協會-環境資訊中心. 2015-05-25  [2018-04-19]. （原始内容存档于2018-06-19） （中文）.
4. ↑  . 中央研究院人社中心 地理資訊科學研究專題中心.   [2018-04-19]. （原始内容存档于2018-06-19） （中文）.
5. ↑  中華民國經濟部水利署. . 2018  [2018-04-19]. （原始内容存档于2018-06-23）.
6. ↑  陳祐誠. . 自由時報電子報. 2015-05-23  [2018-04-19]. （原始内容存档于2018-06-20） （中文）.
7. ↑  黃佳琳. . 自由時報電子報. 2016-08-06  [2018-04-19]. （原始内容存档于2018-06-20） （中文）.

### 延伸閱讀
- 經濟部水利署南區水資源局(2011), 高屏大湖工程計畫環境現況差異分析及對策檢討報告暨變更內容對照表 （页面存档备份，存于）
- 丁澈士(2006), 剖析吉洋人工湖